# Verticille (mollusque)
Pour les articles homonymes, voir Verticille (homonymie).

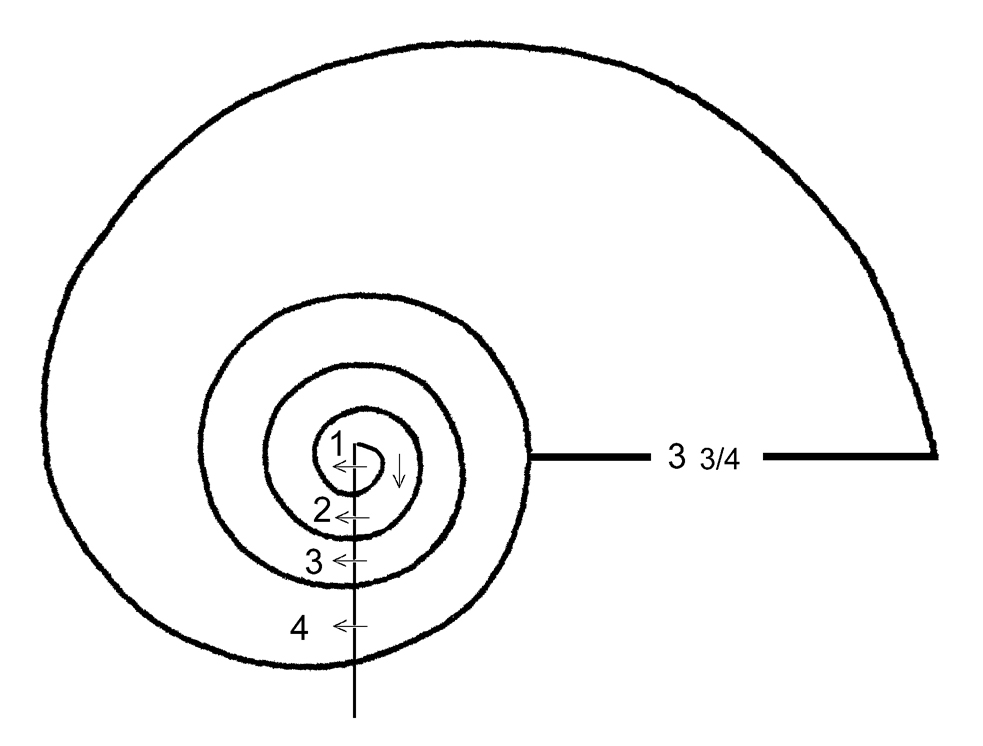
Exemple de coquille de gastéropode avec 3¾ verticilles, on compte le premier verticille à partir du centre (début de la croissance), chaque verticille supplémentaire possède une extension plus grande que la précédente, au fur et à mesure que l'animal grandit.

Un verticille (du latin vertex, vortex, « tourbillon »), chez les mollusques, est défini comme une révolution complète complète sur 360 ° de la croissance en spirale d'une coquille de mollusque. On peut parler de tour complet, de spire ou de tortillon. De nombreux gastéropodes présentent une configuration en spirale, mais également des céphalopodes comme le nautile, la spirule et la grande sous-classe de céphalopodes éteinte appelée ammonites.
Une coquille en spirale peut être visualisée comme consistant en un long tube conique, dont la croissance est enroulée dans une forme générale « turbinée » (en cornet) ou « hélicospirale » (spirale hélicoïdale) chez les gastéropodes, « discoïde » ou « planispirale » chez les céphalopodes, pour des raisons de résistance et de compacité.
Le nombre de spires de la coquille adulte d'une espèce donnée dépend de facteurs mathématiques de la croissance géométrique. Le facteur principal est la rapidité avec laquelle le tube conique se dilate (ou s'évase) avec le temps. Lorsque le taux d'expansion est faible, chaque tour n'est pas beaucoup plus large que le précédent et la coquille adulte a de nombreux verticilles. Lorsque les facteurs mathématiques gouvernant la croissance causent une expansion très rapide de la largeur du tube, la coque de l'adulte a très peu de verticilles.
Le nombre de verticilles présents dans une coquille adulte varie considérablement selon les taxons. Les familles de gastéropodes marins existantes, Turritellidae et Terebridae, et la famille éteinte Nerineidae du Mésozoïque, ont une très haute coquille en épi avec un grand nombre de spires et une ouverture relativement petite.
Les coquilles de quelques genres de gastéropodes et du genre de céphalopodes Spirula ont des verticilles déconnectés.